# 石壕村
石壕村位于中国河南省三门峡市陕州区观音堂镇，古代崤函古道经过此处。据《石壕村村志》记载，“石壕”得名于村里出产的瓷土高岭土，遍布石窑、石墙、石桥。后又改名“干壕村”。中共建政后更名“甘壕村”，寓意苦尽甘来、幸福美满。1994年，为纪念杜甫于唐肃宗乾元二（公元759）年春在附近一带（尽管难以确定具体在哪个村）创作的名诗《石壕吏》，村名重新恢复为“石壕”。现村党群服务中心立有一块《石壕吏》碑刻，村口有镌刻《石壕吏》的照壁。
2014年，崤函古道石壕段作为丝绸之路：长安—天山廊道的路网的一部分被联合国教科文组织列入世界遗产名录。